# Igor Schwezoff
Igor Aleksandrovitsj Sjvetsov (Russisch: Игорь Александрович Швецов, Sint-Petersburg, 21 juli 1904 - New York, 28 oktober 1982), bekend als Igor Schwezoff, was een Sovjet-Amerikaanse balletdanser, choreograaf en dansleraar. Zijn uitvoeringen hadden een opleving op het gebied van de toneeldans in Nederland tot gevolg.

## Jeugd
Igor Schwezoff was een Wit-Rus, de derde van vier kinderen uit een welgesteld gezin. Zijn vader was generaal in de Russische Keizerlijke Garde en zijn moeder was de dochter van een bankier. Hij begon zijn opleiding op 16-jarige leeftijd aan het Academisch Operatheater en ging op 20-jarige leeftijd naar de Balletschool van Leningrad. Hij danste (1926-1928) bij het Nieuw Academisch Theater. In 1928 werd hij eerste danser en choreograaf in de opera van Kiev. Daarnaast danste hij bij de Propaganda Studio Opera, die zogenoemde socialistische kunst in de provincie opvoerde.

## Vlucht
In 1930 vluchtte hij naar China omdat hij vond dat kunst alleen maar kon bestaan als het vrij was. In Buenos Aires werd hij hoofddanser in het Teatro Colón onder leiding van Bronislava Nijinska. Hij reisde naar Parijs en ontmoette de latere Nederlandse klavecinist Hans Philips, die hem meenam naar Nederland. In 1933 werkte hij samen met danseres Darja Collin, maar begon echter al het volgende jaar een eigen dansensemble in Amsterdam, dat uitgroeide tot zijn eigen gezelschap, Ballet Igor Schwezoff (1934–1936). In 1936 danste hij een ballet op Elckerlijc. Hij danste en choreografeerde in Monte Carlo (1936–1937) en opende vervolgens een school in Londen, waarna hij solist was bij Wassily de Basil's Original Ballet Russe (1939–1941). Met dit gezelschap bezocht hij Australië.

## Amerika
In 1941 verhuisde hij naar New York waar hij choreograaf werd van de New Opera Company. Hij werd in 1942 opgeroepen voor het Amerikaanse leger en later datzelfde jaar eervol ontslagen. Na zijn militaire dienst verdeelde hij zijn tijd tussen New York en Rio de Janeiro, waar hij directeur, danser en choreograaf was van Teatro Municipal en waar hij zijn ballet Concertanto dansante op muziek van Camille Saint-Saëns choreografeerde. In 1943 organiseerde hij in New York de eerste Amerikaanse productie van The Red Poppy (1927) voor het Ballet Russe de Monte Carlo.  In 1945 kreeg hij het Amerikaanse staatsburgerschap. In 1946 was hij choreograaf voor New York City Center Opera, en in 1947 werd hij oprichter en directeur van Ballet da Juventude in Rio de Janeiro. Hij gaf les aan de Ballet Theatre School in New York (1956–1962) en daarna bij vele andere instellingen, zoals de Washington School of Ballet en de Tachibana Ballet School in Japan. Hoewel hij in 1945 stopte met dansen, bleef hij een actieve choreograaf en docent tot aan zijn dood.

## Wetenswaardigheden
- Schwezoff viel op door zijn lengte (188 cm)
- Hij schreef zijn autobiografie Borzoi (1935) in Nedaerland.[5]
- Zijn choreografie op Elckerlijc (1936) op muziek van Schumann herwerkte hij later in Australië tot Lutte eternelle[4]
- Igor Schwezoff ligt begraven op Saint Andrews Cemetery, Darien, McIntosh County, Georgia, USA[6]
- Hij bezocht zijn vaderland nooit meer

- Bibsys: 14039953
- CiNii: DA05185774
- Gemeinsame Normdatei: 11913487X
- International Standard Name Identifier: 0000 0001 1001 4279
- Library of Congress Control Number: n97873601
- Nationale Bibliotheek van Israël: 987007300213005171
- Nederlandse Thesaurus van Auteursnamen: 070442398
- Système universitaire de documentation: 150525044
- Virtual International Authority File: 102445040